# Filosorma
Pour le territoire de Filosorma dans son acception originelle, correspondant à la haute vallée du Fango, consulter l'article Manso.
Filosorma est une ancienne piève de Corse. Située dans le nord-ouest de l'île, elle relevait de la province de Calvi sur le plan civil et du diocèse de Sagone sur le plan religieux.
Désignant originellement la partie haute de la vallée du Fango, le toponyme Filosorma a été peu à peu consacré par l'usage, à partir de la seconde moitié du XIXe siècle, pour également désigner collectivement les anciennes contrées de :
- Galéria : basse vallée du Fango et façade littorale des confins de Luzzipeo à la presqu'île de Scandola ;
- Marzolino : vallée de la rivière du même nom et ses affluents (partagée entre les communes de Galéria et de Calenzana) ;
- Filosorma : haute vallée du Fango (actuelle commune de Manso).

## Géographie

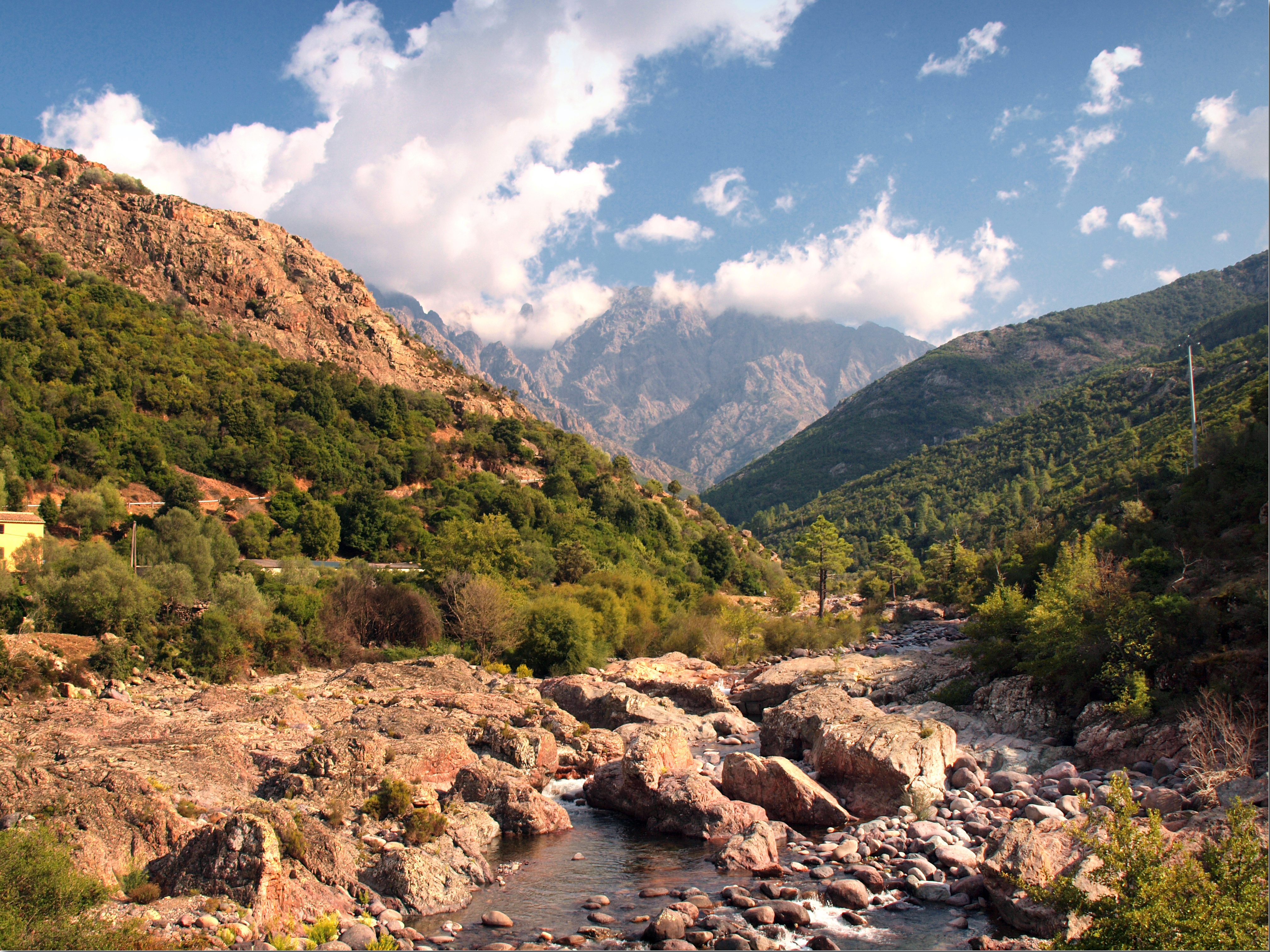
La vallée du Fango en amont du pont de Manso.

### Situation et relief
Le Filosorma est  situé sur la façade occidentale de la Corse. Il est constitué du golfe de Galeria, de la vallée du Fango et du littoral environnant, limité au nord par la baie de Crovani et au sud par la presqu'île de Scandola. Le Fango, petit fleuve côtier qui prend sa source sur le versant occidental du Capu Tafunatu, a un cours long de 24 km et un bassin versant de 235 km2.
Extrémité méridionale de l'ancienne province de Calvi, il se trouve au pied de la chaîne centrale et notamment de la Punta Minuta et de la Paglia Orba (2 525 m). Terre de transhumance hivernale des bergers niolins, le Filosorma fut longtemps disputé entre Calenzana et les villages du Niolo dont sont originaires la grande majorité de ses habitants.

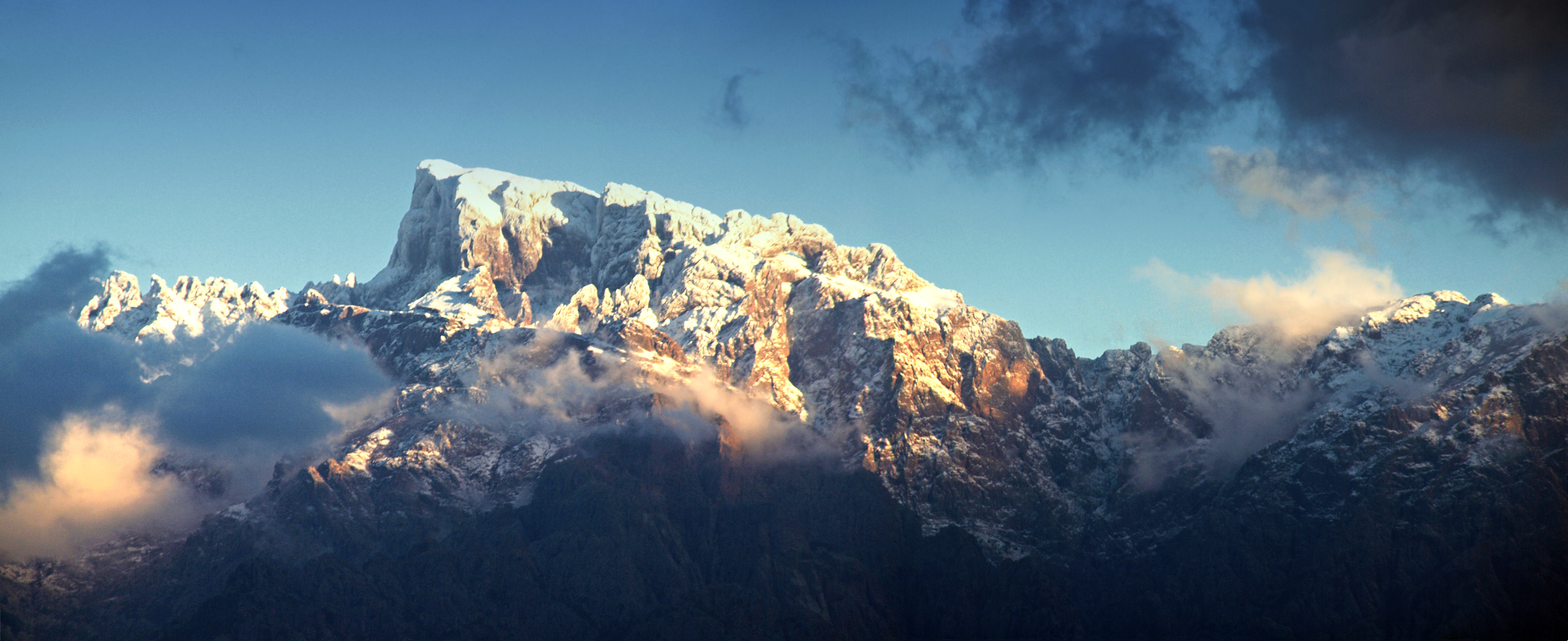
Paglia Orba et Capu Tafunatu.
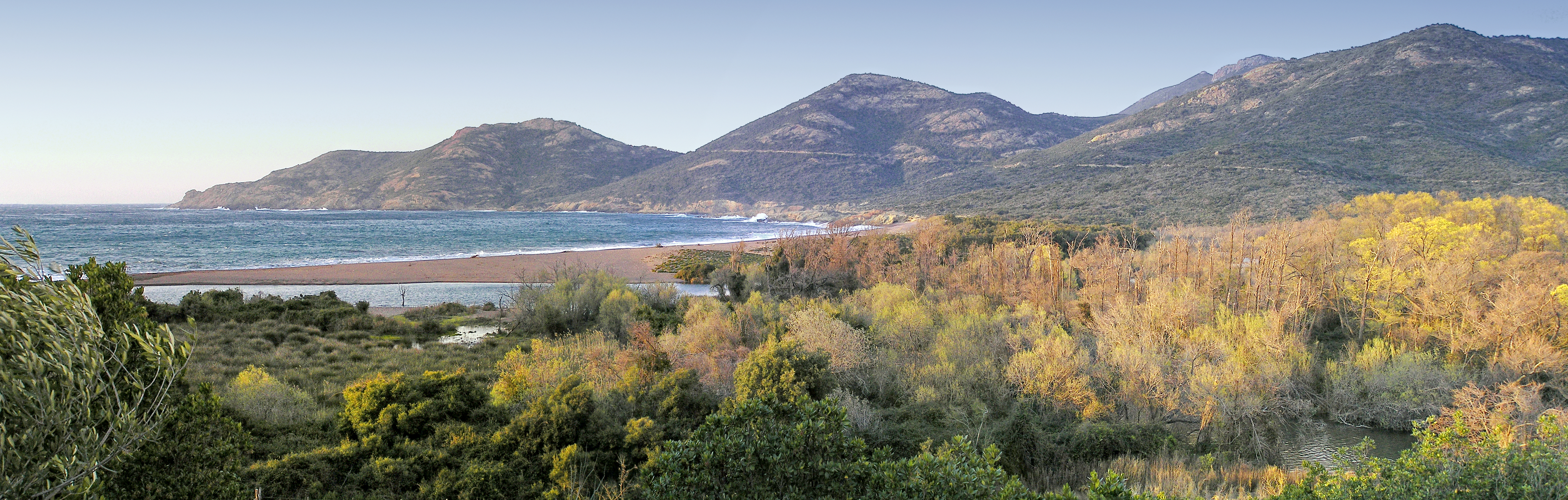
Delta du Fango.
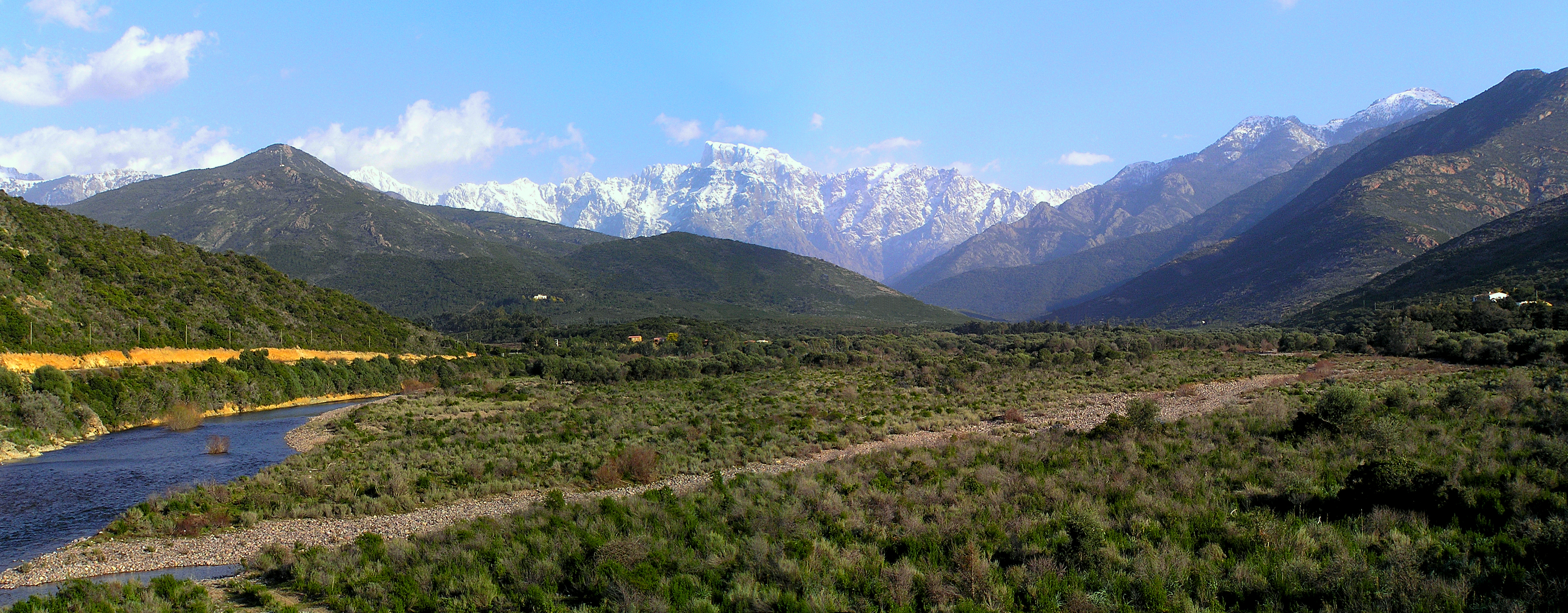
La vallée du Fango et le sommet de la Paglia Orba.

### Territoire
Le Filosorma occupe l'extrémité nord-occidentale du Parc naturel régional de Corse, avec à l'ouest, une façade maritime ouverte sur le golfe de Galeria. Il se situe dans la partie granitique de l'île, essentiellement sur les communes de Galeria et Manso, qui se partagent la vallée du Fango, ainsi que Calenzana (pour le Marsolinu et Luzzipeo). Il faut y ajouter des terres d'Osani (pour la moitié nord de la Scandola).
Il est essentiellement constitué par le bassin versant du Fango d'une superficie de 235 km2 qui occupe la totalité de la commune de Manso et presque toute celle de Galeria. Celui-ci est composé :
- à l'ouest, du delta du Fango : 204 ha dont 116 appartiennent au Conservatoire du littoral[3] et qui sont le site naturel protégé de Riciniccia,
- au nord, du Marsolinu, la vallée du ruisseau éponyme[4] affluent du Fango,
- au centre, de la basse vallée du Fango et de la forêt indivise de Calenzana-Moncale (1 436 ha),
- au sud, de la forêt territoriale du Fango (4 352,49 ha)[5], avec la forêt de Piriu qui borde l'antique chemin de transhumance « Da a piaghja à a muntagna »
- au nord-est, de la forêt indivise de Filosorma (6 390 ha), avec les vallées de la Cavichja et de Bocca Bianca,
- à l'est, de la haute vallée du Fango.

Le Filosorma possède également une importante façade maritime quasiment inhabitée. Celle-ci s'étend depuis la baie de Nichiareto, qui marque la fin de la Balagne, jusqu'à la Scandola, aux confins des Deux-Sevi et du golfe de Porto.
Le territoire du Filosorma va de l'altitude zéro (niveau de la mer) jusqu'aux 2 556 mètres de la Punta Minuta, point culminant de la région. La haute vallée du Fango, fermée par les reliefs de la chaîne centrale qui la séparent de la Caccia et du Niolo, compte de nombreux sommets parmi les plus hauts de l'île : outre la Punta Minuta, on compte aussi la Paglia Orba (2 525 mètres), le Capu Tafunatu (2 335 mètres), la Punta Missoghiu (2 201 mètres), la Muvrella (2 148 mètres), le Capu a e Ghiarghiole (2 105 mètres) et le Capu a u Ceppu (1 951 mètres).
Les pieve voisines de Filosorma sont :

### Accès
La vallée du Fango est traversée du nord au sud par la route D81. Une autre route, la D351, permet de remonter la vallée jusqu'au hameau de Montestremo où elle se termine en cul-de-sac. La jonction des routes D81 et D351 s'opère au lieu-dit "le Fango" sur le territoire de Galéria.
La route en bonne partie ombragée, longe le Fango aux eaux transparentes avec ses piscines naturelles creusées dans des roches polychromes (granit et porphyre rouges). Malgré les beautés naturelles et architecturales qu'elle renferme, la vallée se situe pour l'heure hors des circuits touristiques traditionnels.

### Le Filosorma dans le PNRC
Avec la création du Syndicat mixte du parc naturel régional de Corse en 1970, suivi du projet solidaire validé par le décret du 9 juin 1999 qui classe le territoire en parc naturel régional et en adopte la charte, le Filosorma est devenu un secteur opérationnel. Ce « territoire de vie » a été nommé Falasorma-Marsolinu. Y ont adhéré les communes de Galéria, Manso et Calenzana pour parties de son territoire, à savoir le cirque de Bonifato et la vallée du Marsolinu.

## Histoire
Le Filosorma est un territoire chargé de l'histoire de ces bergers du Niolo qui l'ont façonné et peuplé au long des siècles au rythme de la transhumance. En effet, les bergers niolins ont de tous temps franchi les hautes murailles qui ferment la vallée, en empruntant parfois des cols parmi les plus hauts comme le col de Serra Pianella (2 211 m) et le col des Maures (2 155 m) autour de la Paglia Orba (2 525 m). Les cols les plus empruntés étaient la Bocca di Capronale (1 329 m) et la Bocca di Guagnarola (1 833 m), qui sont d'ailleurs toujours des points de passage de l'actuel sentier de la transhumance. 
Au Moyen Âge le Filosorma et le Marsolino n'étaient habités que par les bergers niolins transhumants en hiver. Au XVIe siècle existait la pieve de Chiomi qui, hormis le village de Luzipeo était inhabitée vers 1520. Lo Cipeo, village de l'ancienne pieve d'Armito (Hermito), devenu par la suite Luzipeo ou Luzzipeo, dominait la baie de Crovani sur la commune de Calenzana ; rayé des cartes, le village avait été d'ailleurs ruiné à cette époque par les Turcs. Un pont génois datant du XVIe siècle permettait aux bergers de franchir avec leur troupeau le Fango au lieu-dit Ponte Vecchju, et de gagner des lieux habités comme Prezzuna, Cherchisani ou Pieve dans le Marsolino, Chiumi ou encore des bergeries.
En 1584, afin d'échapper aux attaques des barbares, les habitants de la côte abandonnent leurs riches et opulents villages au sol fertile pour se retirer dans des montagnes arides et stériles. C'est la cause de la famine qui régna dans l'île ces années là.
« Voici, en commençant par le Delà des Monts, les noms des villages qui furent abandonnés : Campo dell'Oro, Casabuona, Cauro, Piaggia del Frasso, Piaggiuola, Taravo, le Canne, Baraggi, Tavaria, Conca, Bisoggeni, Pallaggio, Sorgeni, l'Olmeto, Ficari, Capo di Bonifazio, Freto, Piccovaglia, Sito di Portovecchio, Foni, l'Isola de' Corsi, San Cipriano, Ventiseri, le Fiume del Solagio, le Trave, Cavo dell'Oro, Favone, Favoncino, Agriata, une partie d'Ostricone, Sia, Marzolino, Luzzipeo et Galéria ».
Le territoire de Filosorma était jadis notamment occupés par Chiomi et Armito, deux pièves dont on ne dispose que de très peu d'informations car elles ont été quasiment inhabitées jusqu'à leur disparition des registres des tailles au XVIe siècle.
Les deux pièves occupaient un vaste territoire au sud de Calenzana mais ne comportaient pas de lieux habités, hormis le village de Luzzipeo aujourd'hui rayé des cartes, car fréquemment visité par les barbaresques. Elles étaient bordées au nord par la piève d'Olmia, à l'est par la piève du Niolo et au sud par la pieve de Sia, également inoccupée à cause des corsaires, jusqu'à la capture en 1540, à Girolata, de l'amiral turc Dragut, l'un des corsaires les plus célèbres de l'Empire ottoman.
Ce vaste territoire, fréquemment visité par les barbaresques, ne comportait pas de lieux habités hormis lo Cipeo qu'ils ruineront. Cipeo, village de l'ancienne pieve d'Armito (Hermito), devenu par la suite Luzipeo ou Luzzipeo, dominait la baie de Crovani sur la commune de Calenzana. Le site était fréquenté en période de transhumance hivernale (impiaghjera) par les bergers du Niolo qui y trouvaient des pacages libres.

### La piève de Chiomi
La partie littorale de Chiomi était fréquentée en période de transhumance hivernale (impiaghjera) par les bergers du Niolo voisin, qui venaient y trouver des pacages libres sur ces terres inhabitées (ils devaient payer un droit s'ils se rendaient sur Calenzana). Certaines parcelles appartiennent encore de nos jours à des communes du Niolu ; la pieve occupait la plus grande partie des actuelles communes de Galéria et de Manso, plus une partie méridionale de Calenzana.
Un pont génois datant du XVIe siècle permettaient aux bergers de franchir avec leur troupeau le Fango au lieu-dit Ponte Vecchju, et de gagner des lieux habités comme Prezzuna, Cherchisani ou Pieve dans le Marsulinu, Chiumi ou encore des bergeries.
Existe la Punta di Chiumi (727 m), au flanc SO duquel se trouvent, à 425 m d'altitude, les ruines de la chapelle Saint Pierre (San Petru), de datation inconnue.
L'église San-Quilico de Luzzipeo, d’origine romane (XIe siècle) et dont il ne reste que quelques vestiges, était l'église piévane.
En 1366 la podestérie de Balagna comprenait les mêmes pievi que cent ans plus tard en 1454 : Chiomi, Armito, Olmia, Pino, Santo Andrea, Tuani, Giussani et Ostriconi.
Au XVIe siècle 4 tours, de nos jours ruinées, existaient pour surveiller l'approche des barbaresques :
- Torre Truccia, tour littorale au NO de Torre Mozza, défendant la plaine et les vallons des ruisseaux de Fiuminale et de Marconcellu ;
- Torre Mozza à Luzzipeo, au nord de l'étang de Crovani. Sur son emplacement le prince Pierre-Napoléon Bonaparte fit construire en 1852 un remarquable pavillon de chasse[14]. Celui-ci fut incendié et détruit pendant la chute de l'Empire. Il n'en reste que des ruines.
- Tour de Galéria, (le village de Galéria n'existe que depuis le XIXe siècle), tour littorale ronde, flanquée d'un magasin, dominant l'embouchure du Fango. Construits en 1551 à 1573, la tour et le magasin attenant étaient des édifices militaires.
- Tour Maraghiu, plus à l'intérieur au NE de la tour de Galéria, défendant la vallée du Marsulinu (le village de Manso n'existe que depuis le XIXe siècle).

Chiomi, comme Armito, disparaît des registres des tailles de Balagna en 1537.

### La piève d'Armito
La pieve d'Armito (ou Hermito) couvrait la haute vallée du Marsolinu affluent du Fango, un territoire dans les limites du parc naturel régional de Corse, appartenant de nos jours à la commune de Calenzana.
Au début du XVIe siècle, Mgr Agostino Giustiniani évêque de Nebbio, écrivait dans son Dialogo nominato Corsica :

« Calvi n'a sous sa dépendance ni piève ni villages, sauf la piève d'Hermito, qui est complètement inhabitée, à l'exception d'un petit village nommé lo Cipeo, où l'on ne trouve rien ou peu de chose. »

— Mgr Agostino Giustiniani in Description de la Corse in Histoire de la Corse, 1888 - Tome I  p. 22
En 1584, afin d'échapper aux attaques des barbares, les habitants de la côte abandonnent leurs riches et opulents villages au sol fertile pour se retirer dans des montagnes arides et stériles. C'est la cause de la famine qui régna dans l'île ces années-là.

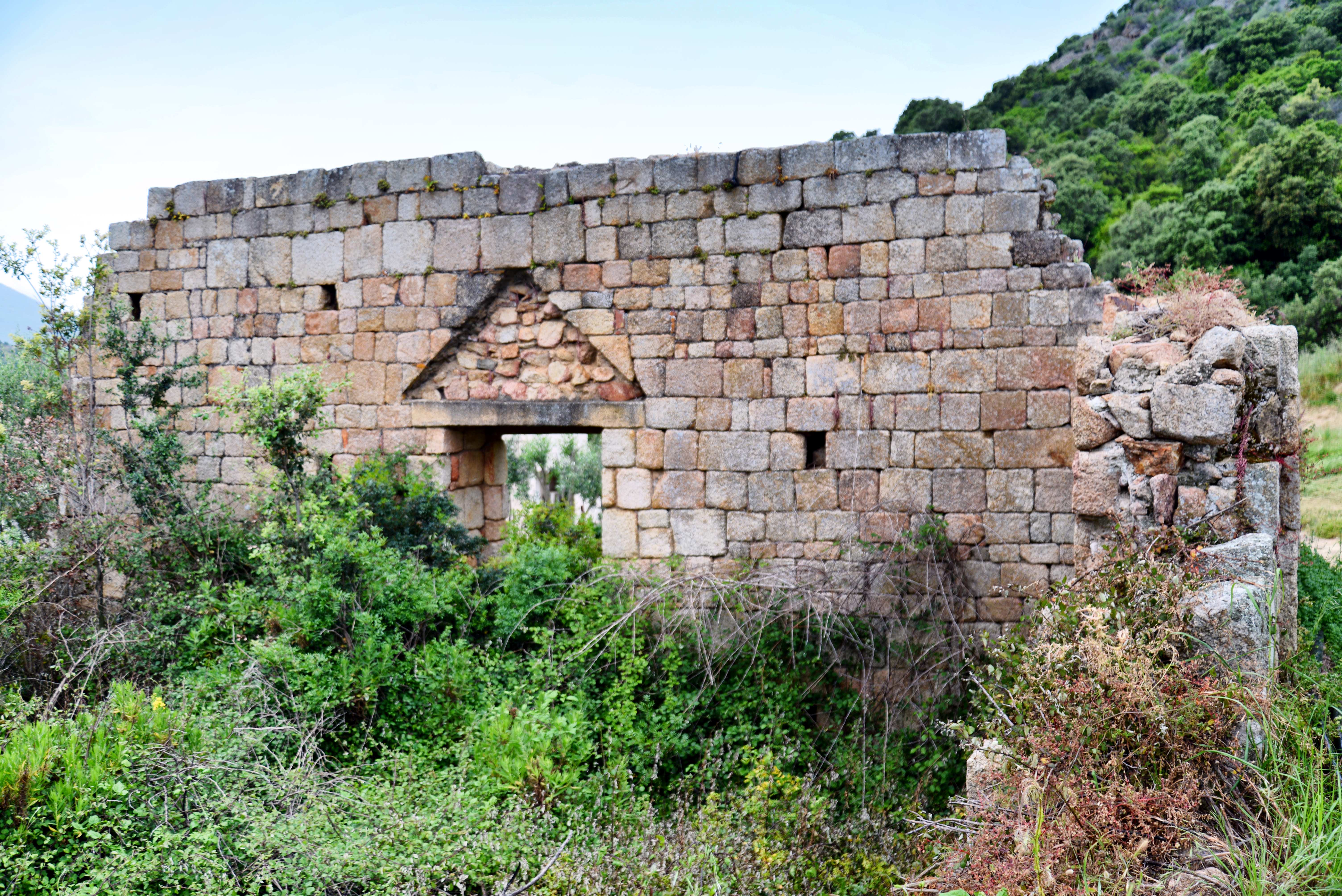
La façade principale vue de l'intérieur

La pieve d'Armito relevait du diocèse de Sagone, un des six diocèses que comptait l'île en 1092 lorsque le pape Urbain II nomma l'archevêque Daibertus évêque de Pise métropolitain-suzerain des 6 diocèses corses.

« L'évêché de Sagone, qui a un revenu de cinq cents ducats environ, comprend douze pièves ; ce sont : Pino en Balagne, Olmia ou Calenzana, Chiomi, Armito, Sia, Salogna, Paomia, Vico, Cinarca, Sorno in sù, Cruzini et Sevendentro. »

— Mgr Agostino Giustiniani in Description de la Corse, traduction de l'abbé Letteron in Histoire de la Corse, Tome I - 1888. p. 82

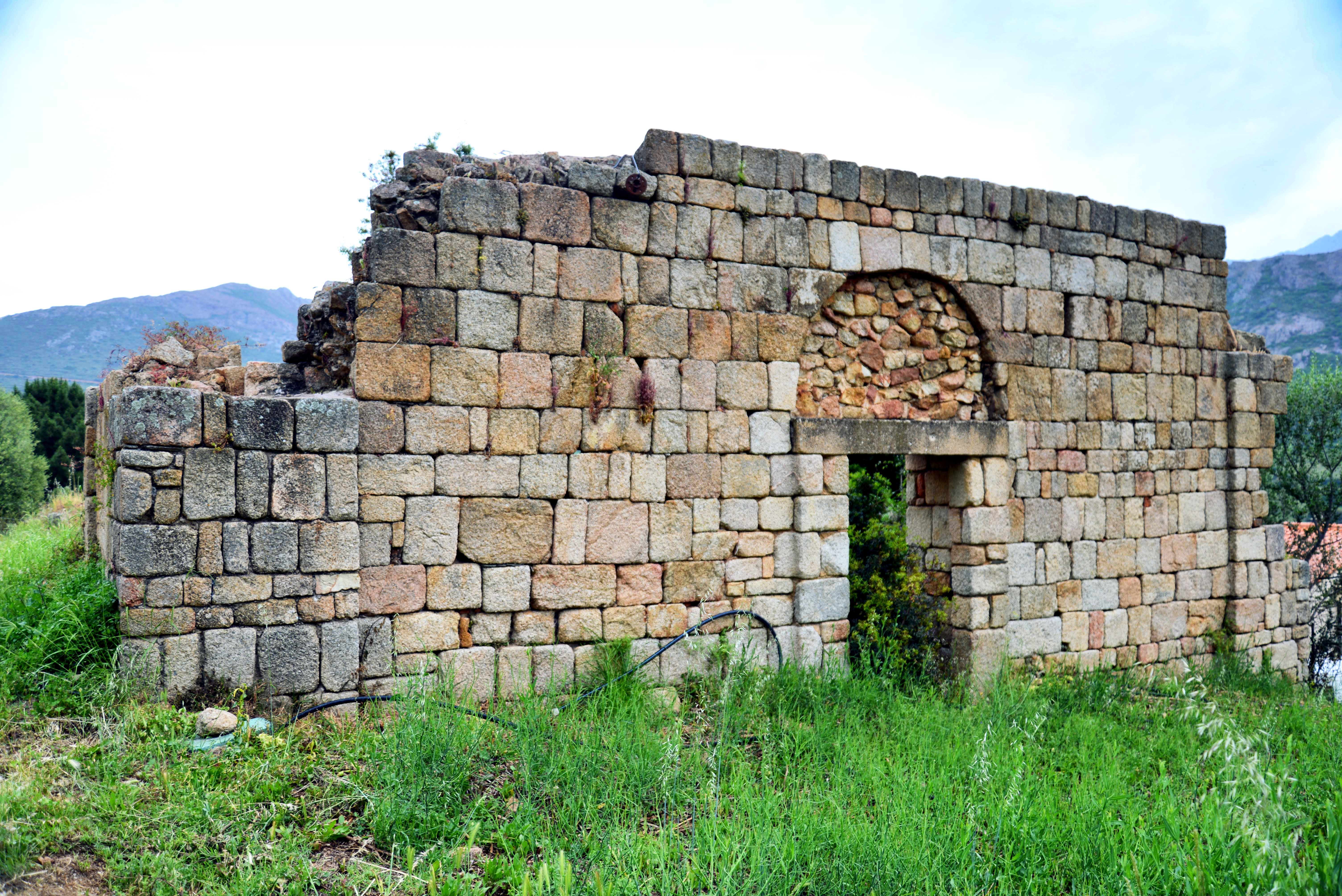
L'église pievane

Selon Mgr Giustiniani, l'église piévane d'Armito-Marsulino était l'église San Giovanni Battista de Calenzana. On peut voir sur les cartes le nom Pieve dans la haute vallée du Marsolinu, un affluent du Fango, et juste en dessous église Saint-Jean en ruines. Une petite route desservant le hameau de Pieve permet d'accéder au site, distant d'un kilomètre environ de sa jonction avec la route D81.
Les vestiges présentent un édifice religieux roman pisan corse de plan simple, constitué d'une nef unique d'une dizaine de mètres de long, qui devait être prolongée d'une abside de plan semi-circulaire. Il ne reste encore debout que la façade principale ou occidentale, avec une porte surmontée d'un tympan aujourd'hui bouché, au-dessus du linteau monolithe. Les montants de la porte principale sont appareillés de blocs importants, en pierres de granite régulièrement taillées, disposés en alternance, animant la façade de leurs bandes horizontales.
Devenue propriété privée, l'édifice est manifestement abandonné.

## Lieux et monuments

### Patrimoine naturel

#### Réserve de biosphère du Fango
L'ensemble de la vallée constitue la réserve de biosphère de la vallée du Fango désignée par l'UNESCO le 1er mars 1977. Sa structure de coordination est le Parc Naturel Régional de Corse (PNRC). Le cœur en est la forêt de Piriu, peuplée d'eucalyptus, de pins maritimes et larici ainsi que de remarquables chênes verts multiséculaires qui, dit-on, seraient les plus vieux du monde. La yeuseraie de Piriu (77,9 ha) n'est pas exploitée depuis 1850. Le fleuve est peu touché par les activités humaines qui résident en l'élevage et le tourisme. Toutefois, la fréquentation touristique s'est fortement développée ces dernières années le long du fleuve, en raison des baignades, créant de nombreuses nuisances au cours d'eau et à ses rives. 
Le périmètre du bassin versant du Fango est aussi désigné site Natura 2000.
Le Fango a des eaux très claires s'expliquant par leur très faible minéralisation. Les trois quarts des éléments dissous contenus dans les eaux du Fango sont issus de l'atmosphère, ce qui le rend sensible à la qualité de l'air et des pluies, à la pollution atmosphérique et à celle engendrée par les activités humaines proches.

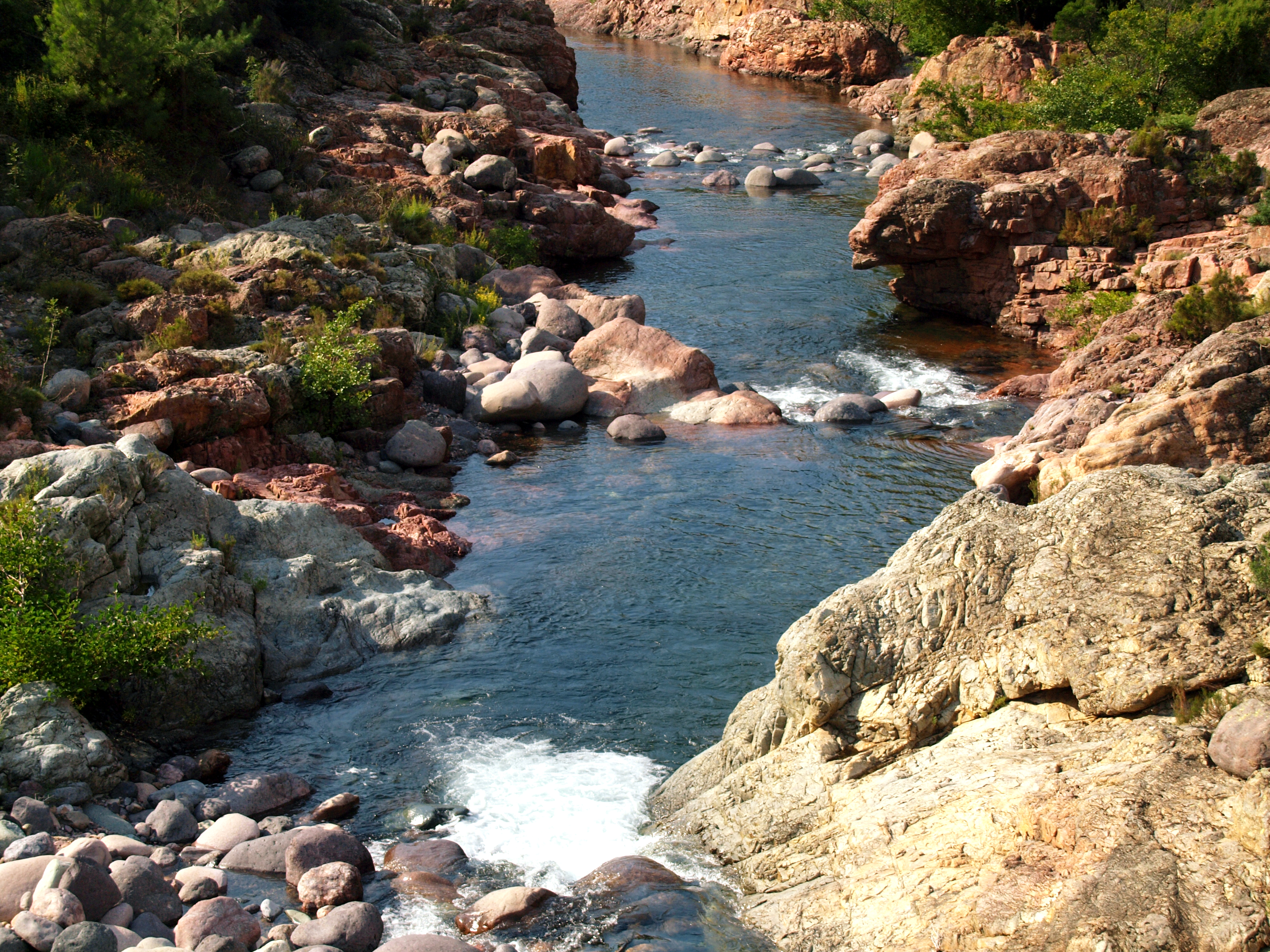
Le Fango.
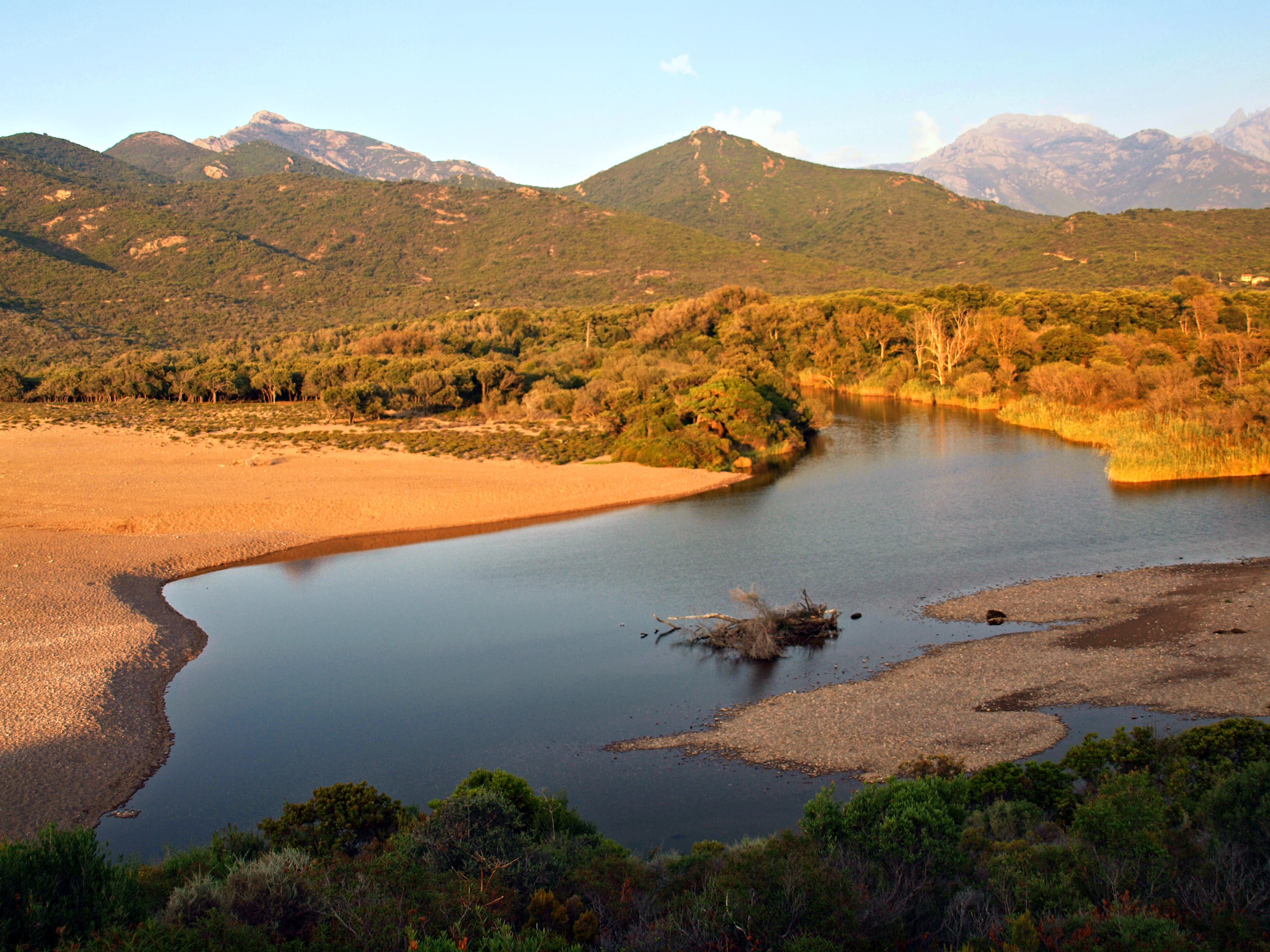
Le delta du Fango.
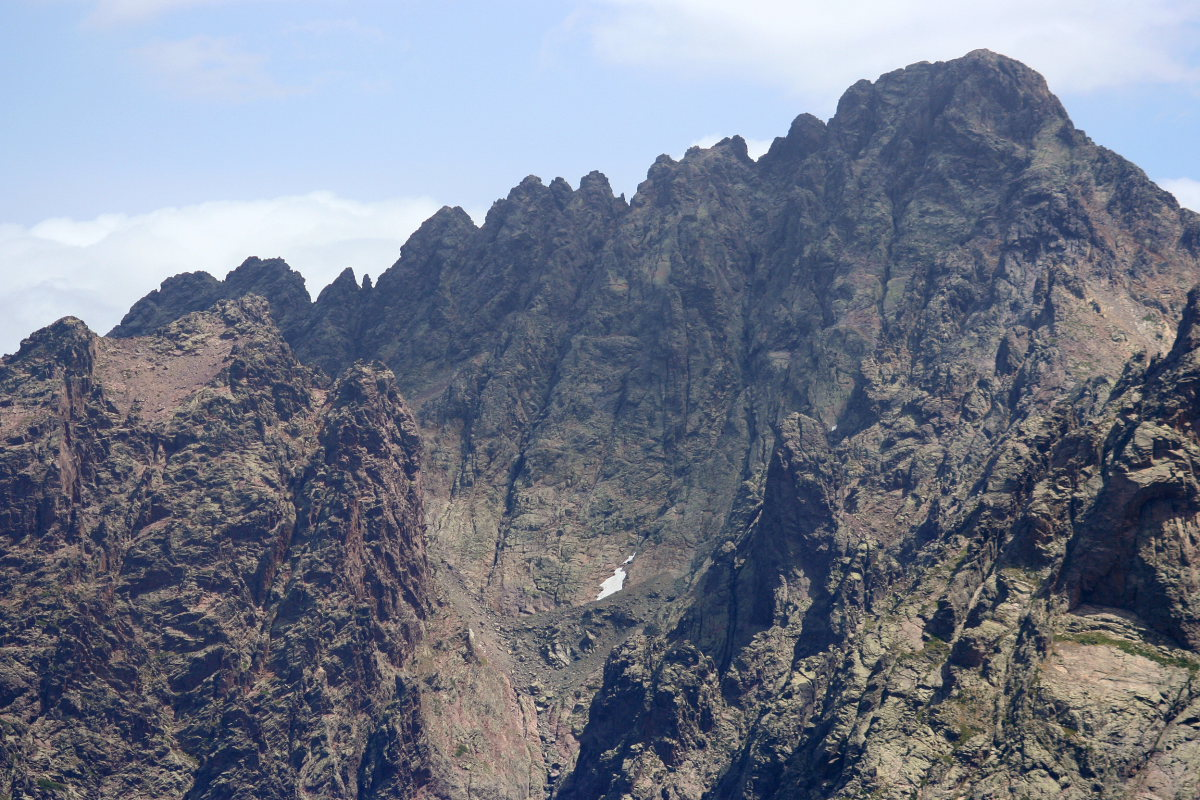
Vue des Cascettoni et de la Punta Minuta, point culminant du Filosorma.

#### Réserve naturelle de Scandola
La presqu'île de Scandola est une réserve naturelle à la fois marine et terrestre, inscrite sur la liste du patrimoine mondial de l'Unesco et gérée par le Parc naturel régional de Corse. Bien que presque intégralement rattachée à la commune d'Osani, sa partie septentrionale (jusqu'à l'île de Gargalo) appartient au Filosorma.

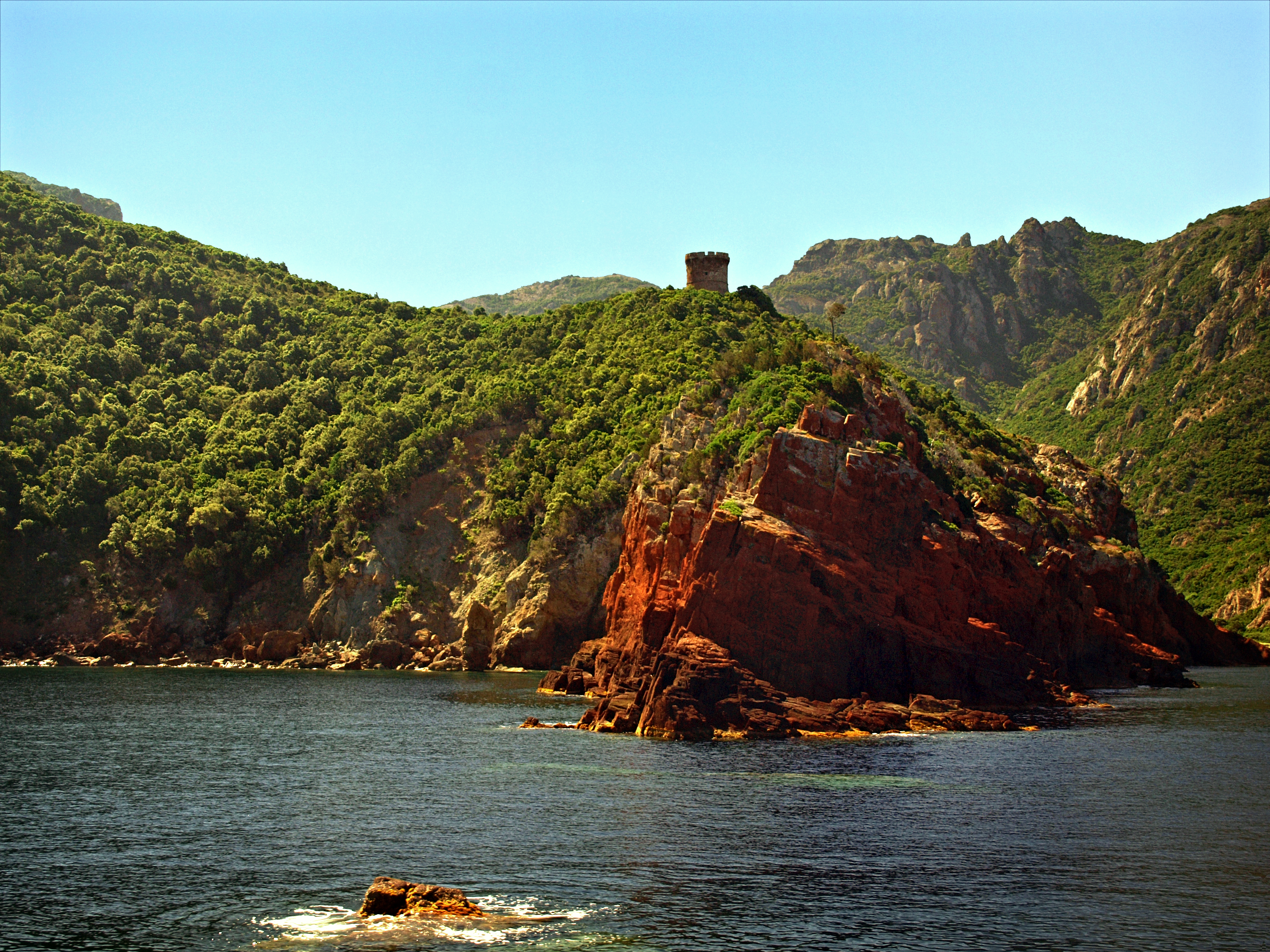
Tour d'Elbo dans la Scandola.
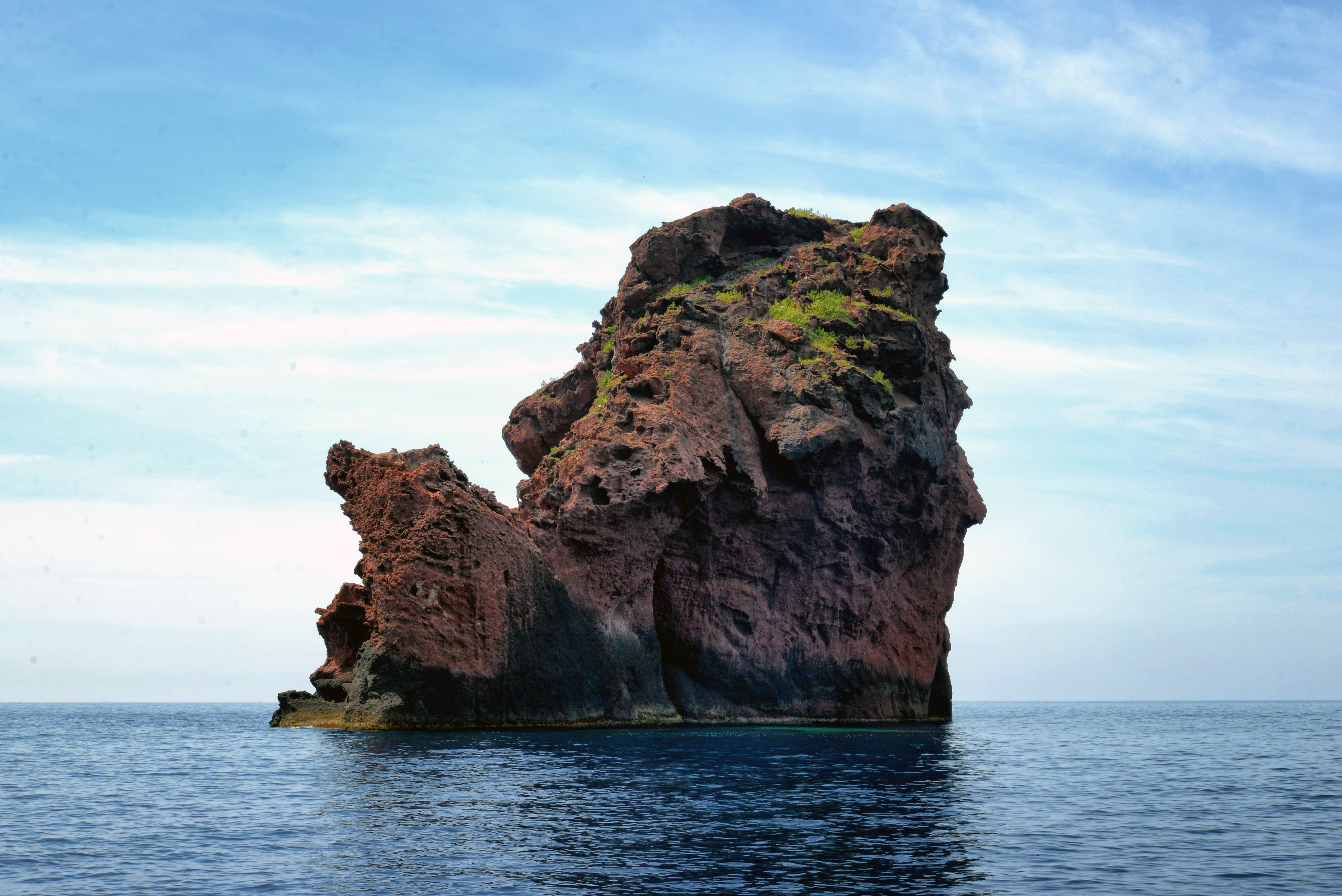
L'îlot Palazzu dans la Scandola.

#### Site naturel de Crovani
C'est un site naturel inscrit, propriété du Conservatoire du Littoral,.

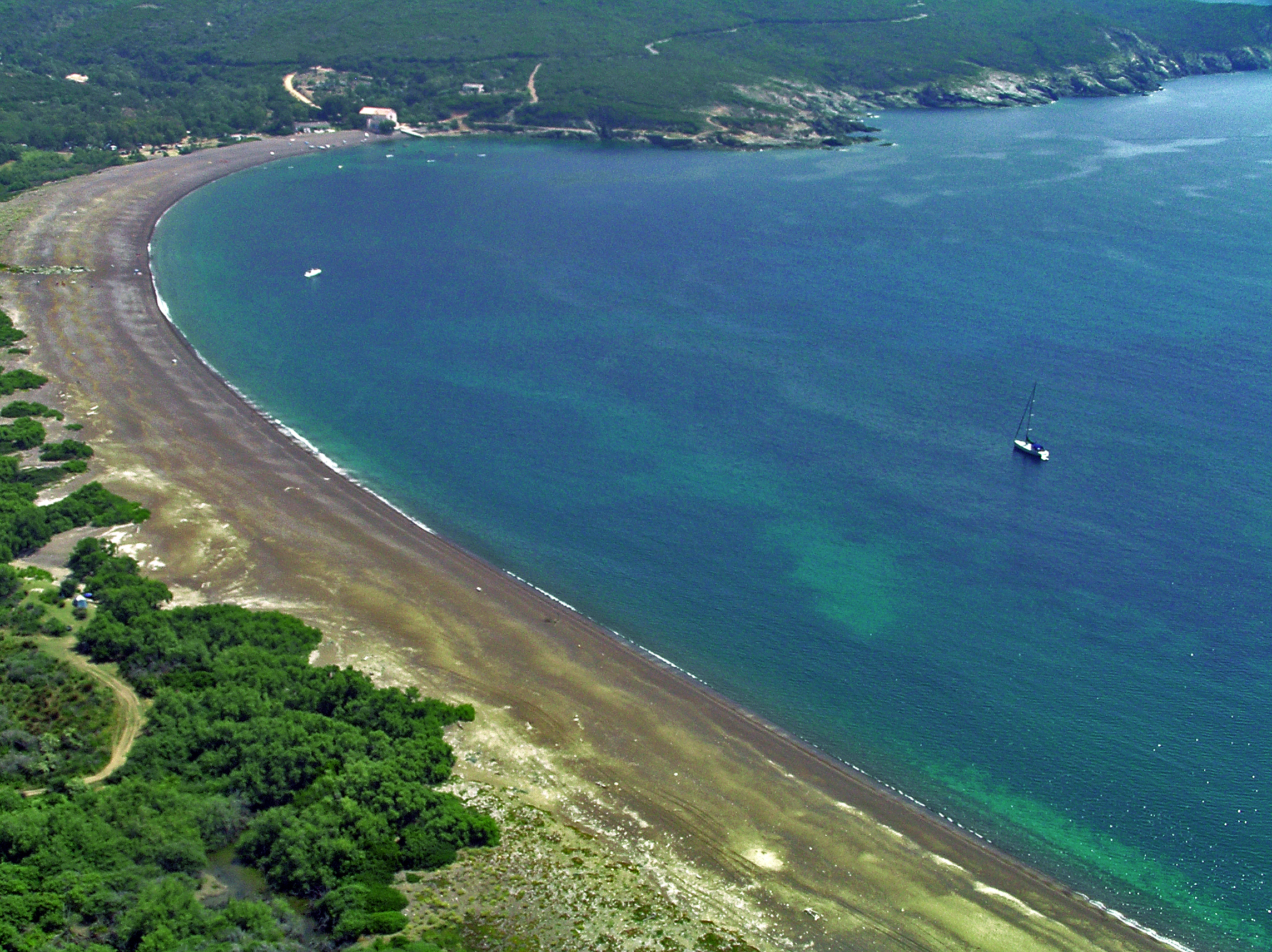
La plage de l'Argentella.
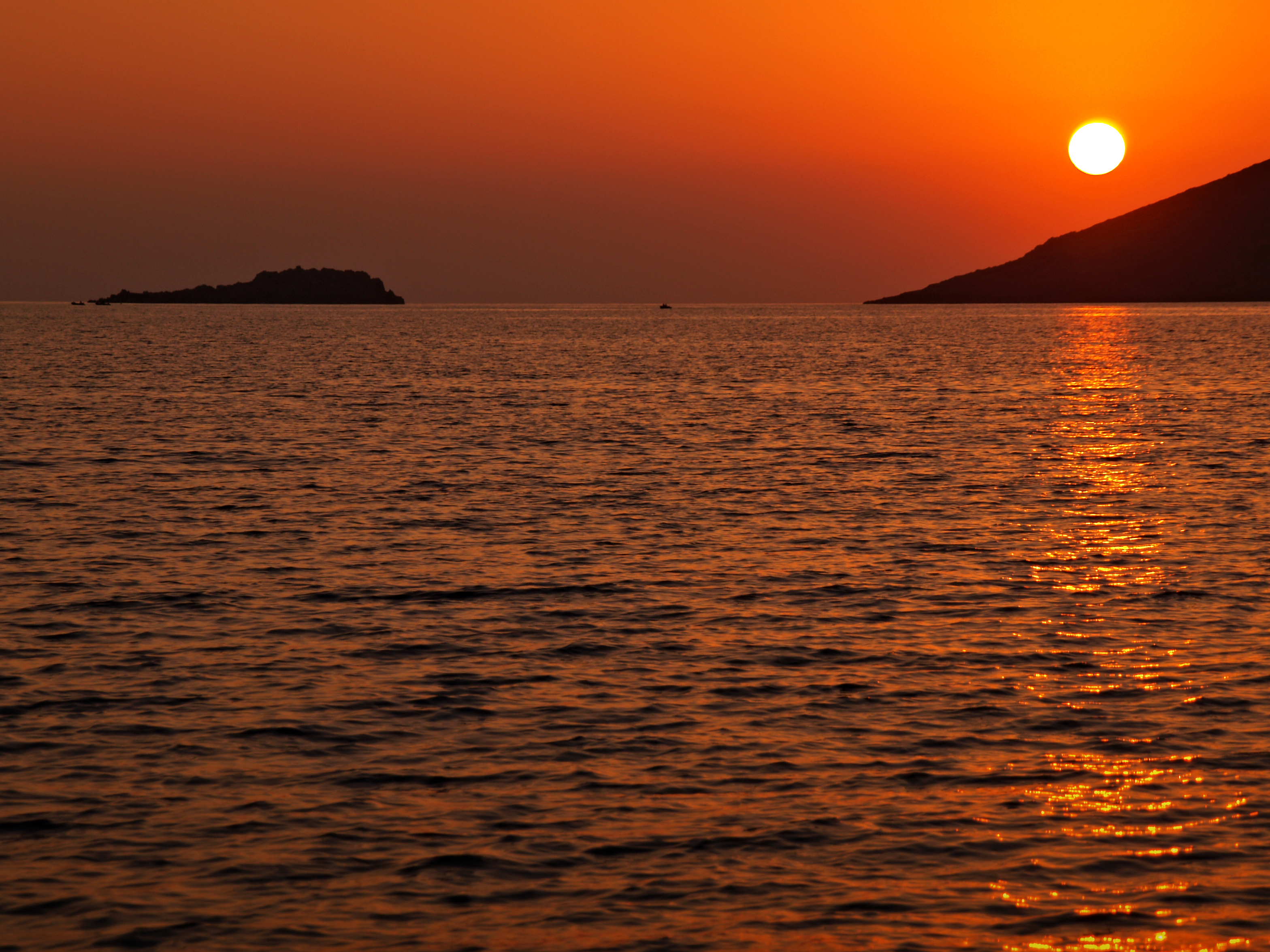
Rivage nord de la baie de Crovani.
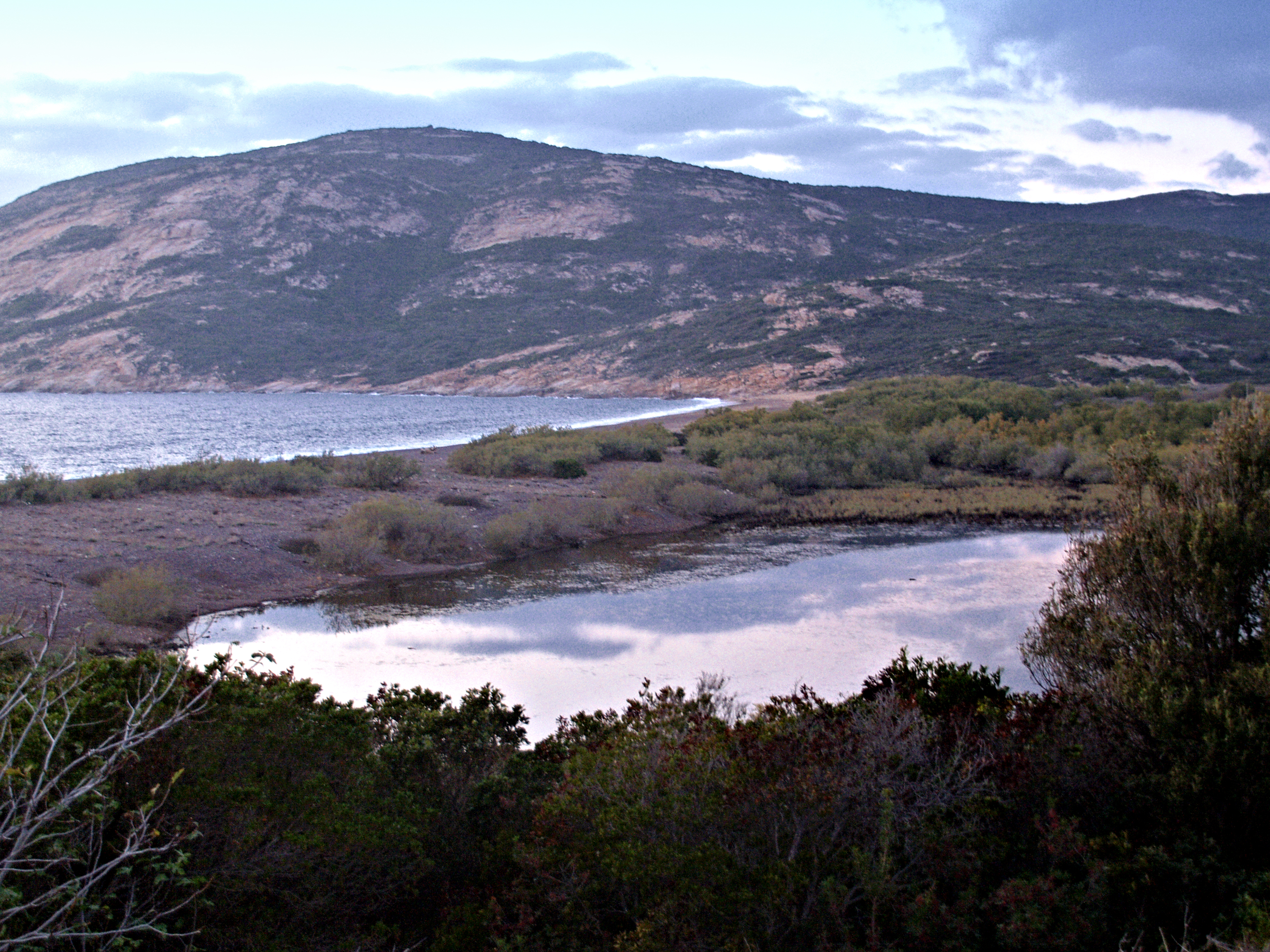
L'étang de Crovani.

#### Faune
Dans la haute vallée du Fango, les rochers abrupts sont le domaine des mouflons corses ; dans le ciel on peut voir l'aigle royal et le gypaète barbu.

On trouve dans le Fango :
- la truite endémique corse (salmo trutta de type macrostigma), une sous-espèce de la truite commune ;
- la blennie fluviatile (salaria fluviatilis), un poisson de petite taille (8 à 15 cm) présentant un corps mince et comprimé latéralement ;
- l'anguille (anguilla anguilla) abondante toute l'année ;
- la truite atlantique introduite par les pêcheurs et qui s'hybride avec la truite endémique corse.

Dans le delta du Fango, on trouve :
- la tortue cistude ;
- la delphinelle tachetée[2].

Par ailleurs, la cordulie à taches jaunes (Somatochlora flavomaculata), une libellule commune dans le sud-ouest de la France, le nord de l'Italie, en Europe centrale et de l'Est, a été récemment découverte dans la vallée du Fango.
Les falaises de la Scandola protègent les nids de nombreux oiseaux marins, dont le balbuzard pêcheur (alpana en langue corse) et le cormoran huppé méditerranéen. On y trouve aussi le puffin cendré, le faucon pèlerin, et le goéland. Le balbuzard ou le gypaète barbu y nichent dans les rochers. Dans l'eau, on trouve entre autres des grands dauphins.

### Patrimoine architectural

#### Architecture sacrée
- Église paroissiale Sainte-Marie de Galéria, située au cœur du village et dotée d'un clocher à 4 niveaux coiffé d'un clocheton.
- Église Sainte-Lucie, se trouvant dans l'ancien village de Prezzuna. Elle est attenante à une annexe de la mairie de Galéria, et à la Maison des Poètes.
- Église paroissiale Saint-Pancrace de Barghiana. Elle a été entièrement construite par les bergers et les habitants.
- Église Saint-Cyr (San Quilicu) ruinée à Luzzipeo. D'architecture romane, elle semble dater du XIe siècle[21].
- Église Saint-Jean ruinée au fond de la vallée du Marsolinu.
- Chapelle Saint-Pierre ruinée, située en moyenne vallée du Fango à 425 m d'altitude.
- Ancien couvent Sainte-Marie de Filosorma, en amont de Barghiana dans la haute vallée du Fango. Le site n'est accessible que par le sentier de la transhumance depuis Montestremo. Ne subsistent que la voûte et la pièce où les moines faisaient leur vin.

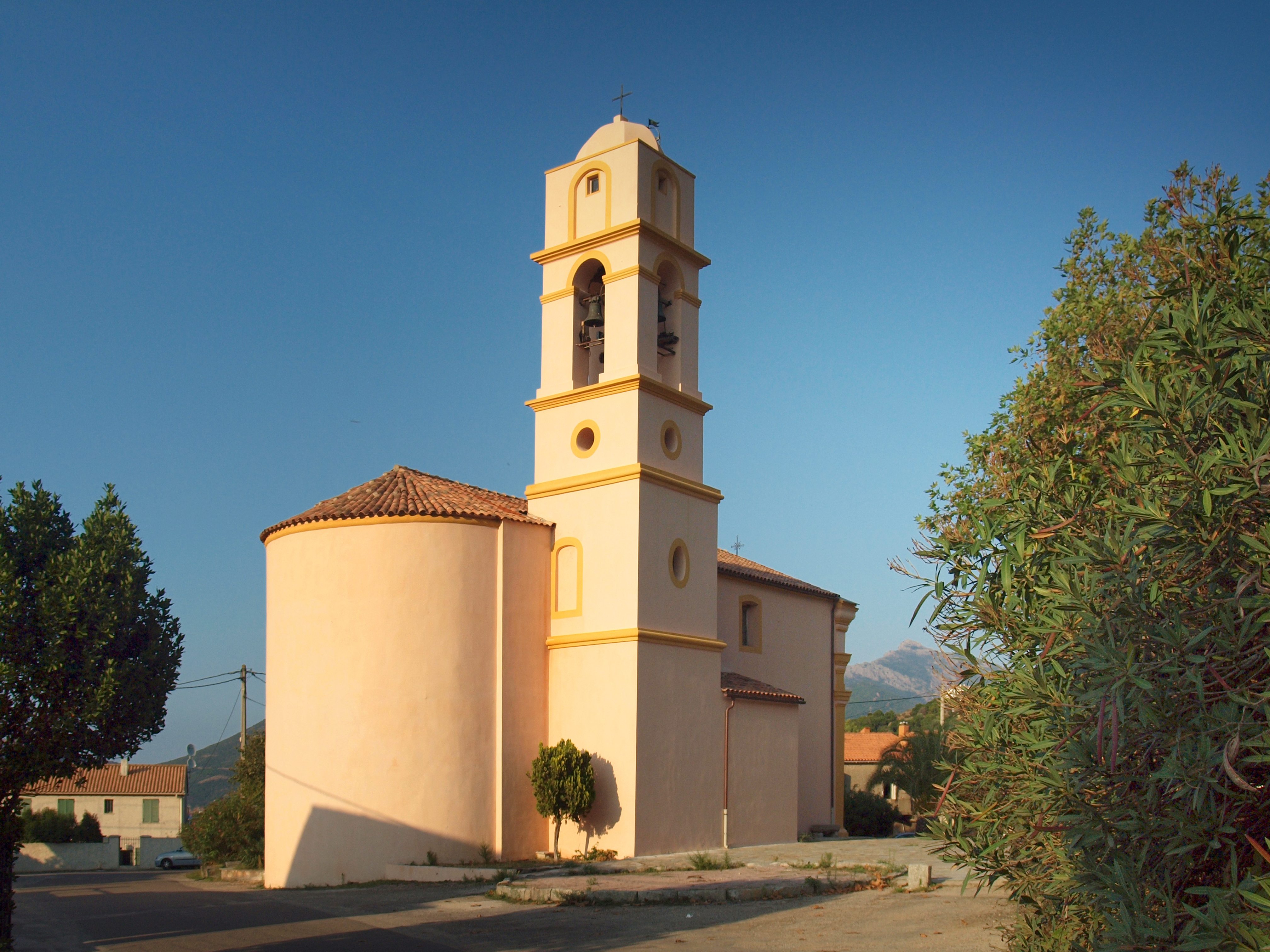
L'église Sainte-Marie de Galéria
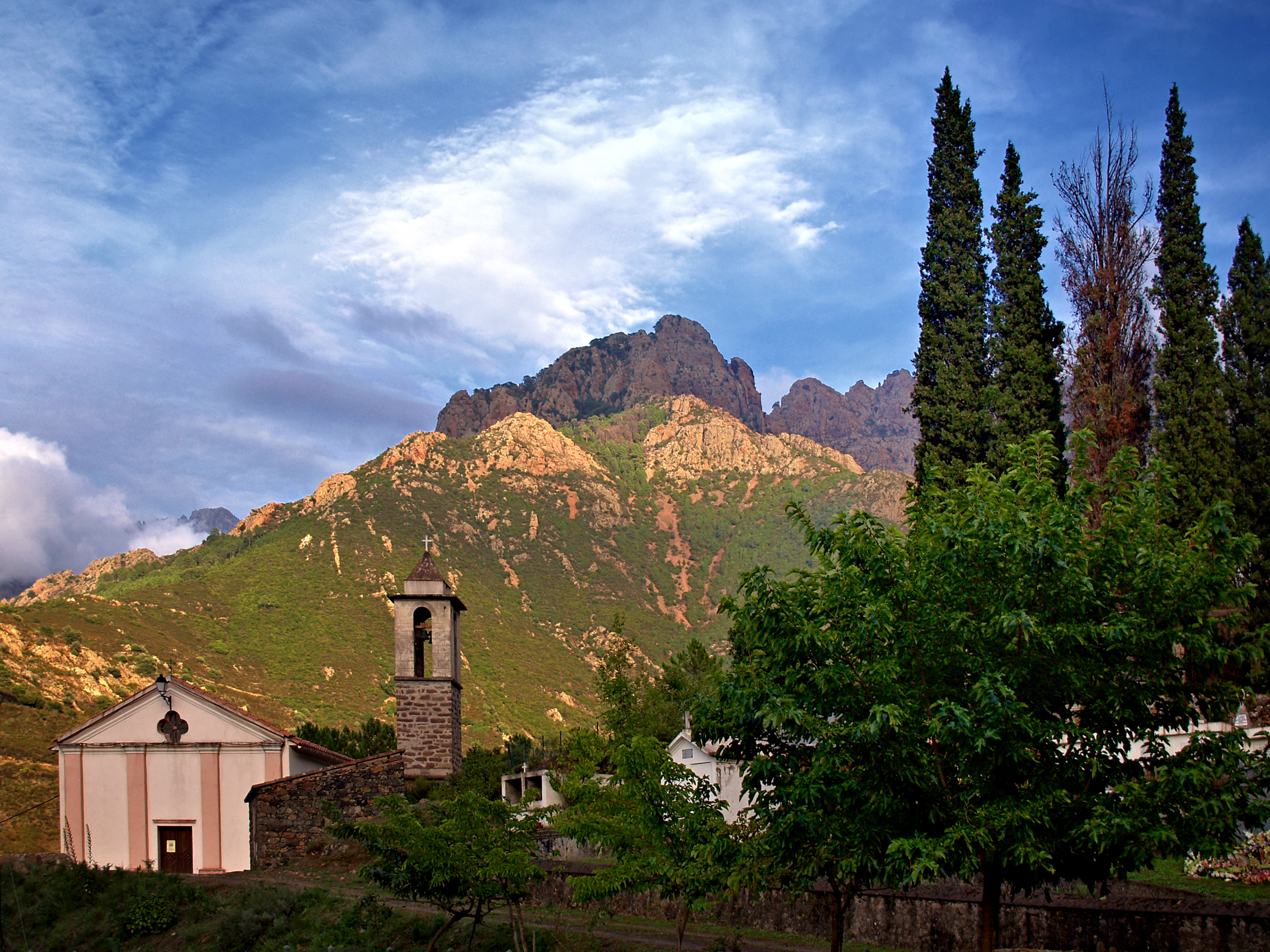
L'église Saint-Pancrace de Barghiana
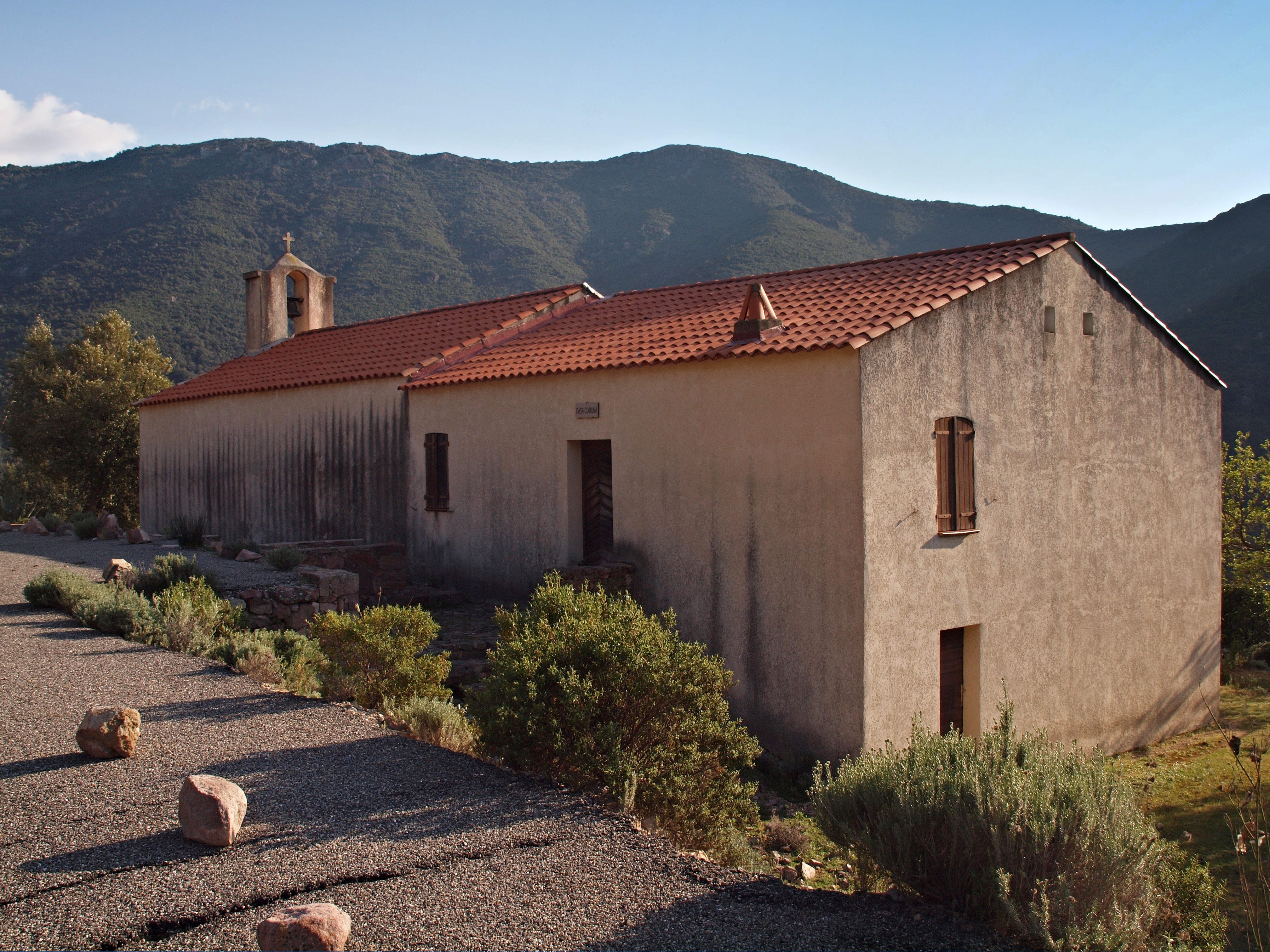
L'église Sainte-Lucie de Prezzuna

#### Architecture civile
- Mines de l'Argentella.
- Tour de Galéria (ou de Calcinaghja), tour génoise construite dans la seconde moitié du XVIe siècle. Propriété de la commune, elle est inscrite aux MH[22].
- Tour d'Elbo, tour génoise située dans l'est de la presqu'île de Scandola, se trouvant au fond de la baie d'Elbo.
- Tour de Gargalo, se dressant à 129 m d'altitude au sommet de l'île de Gargalo, qui constitue l'extrémité méridionale du Filosorma et l'extrémité occidentale de la Corse. Du fait de sa situation dans la Réserve naturelle de Scandola, son accès est interdit à toute personne non autorisée.
- Torre Truccia, tour génoise aujourd'hui ruinée, bâtie sur un piton rocheux à 301 m d'altitude, à environ 300 mètres de la côte.
- Ponte Vechju, vieux pont génois sur le Fango (altitude 46 m) qui permet de se rendre par une piste jusqu'au pied de la Punta di Chiumi. Ce pont « à cheval » sur les communes de Manso et de Galéria, a été restauré en 2010.
- Tour de Maraghio, tour génoise ruinée à l'intérieur des terres au-dessus de la vallée du Marsolinu.
- Pont des Cinq Arcades sur le Fango, emprunté par la route de Calvi.
- Pavillon de chasse ruiné à Luzzipeo ayant appartenu au Prince Pierre-Napoléon Bonaparte, neveu de Napoléon Ier.
- Torre Mozza, tour génoise ruinée située à Luzzipeo à quelques mètres de la maison de chasse Bonaparte, au sud-est de la Torre Truccia avec laquelle elle correspondait par feux.
- Sémaphore de Capo Cavallo situé à 4 km au nord de Luzzipeo. Il resta en activité entre 1810 et 1987. Il appartient depuis 2009 au Conservatoire du Littoral, en vue d'une gestion accrue sur les côtes du Filosorma, notamment au niveau de Luzzipeo[23].
- Parc éolien de Punta Aja actuellement en service, qui fait déjà l’objet d’un écotourisme local.

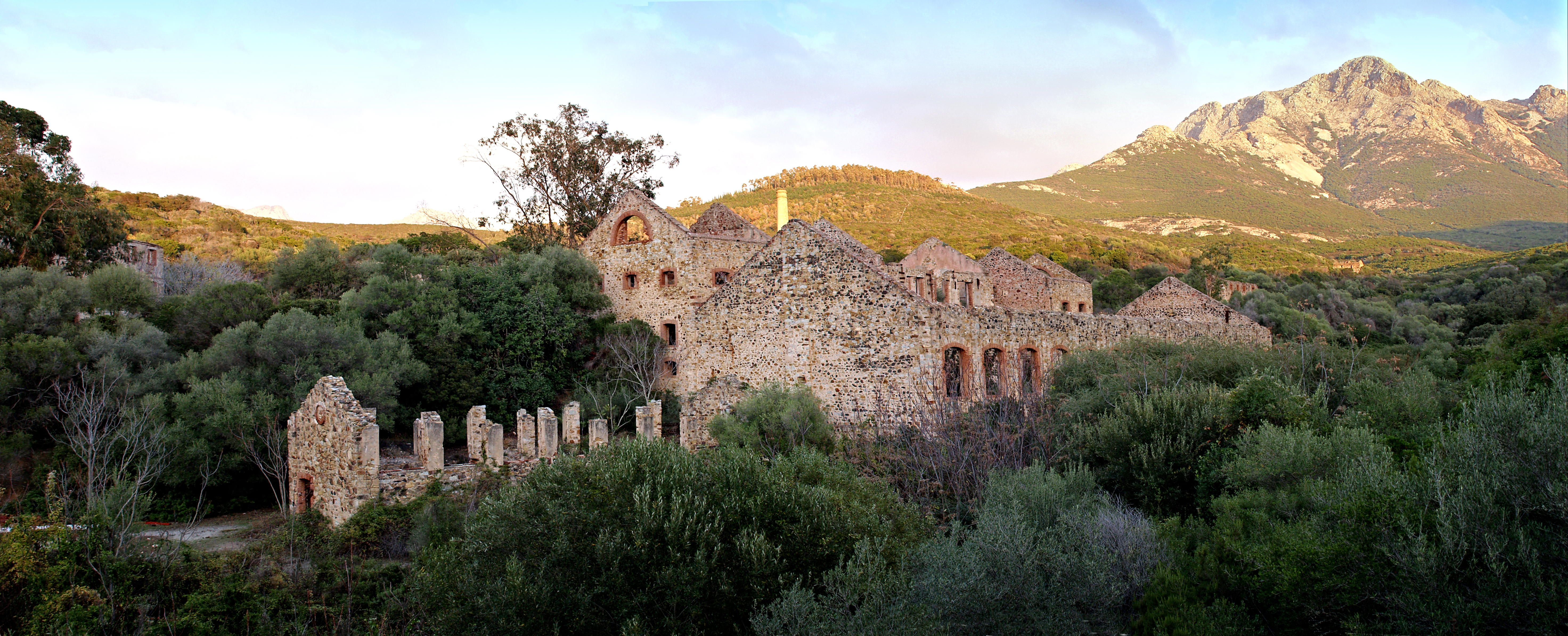
Mines de l'Argentella.
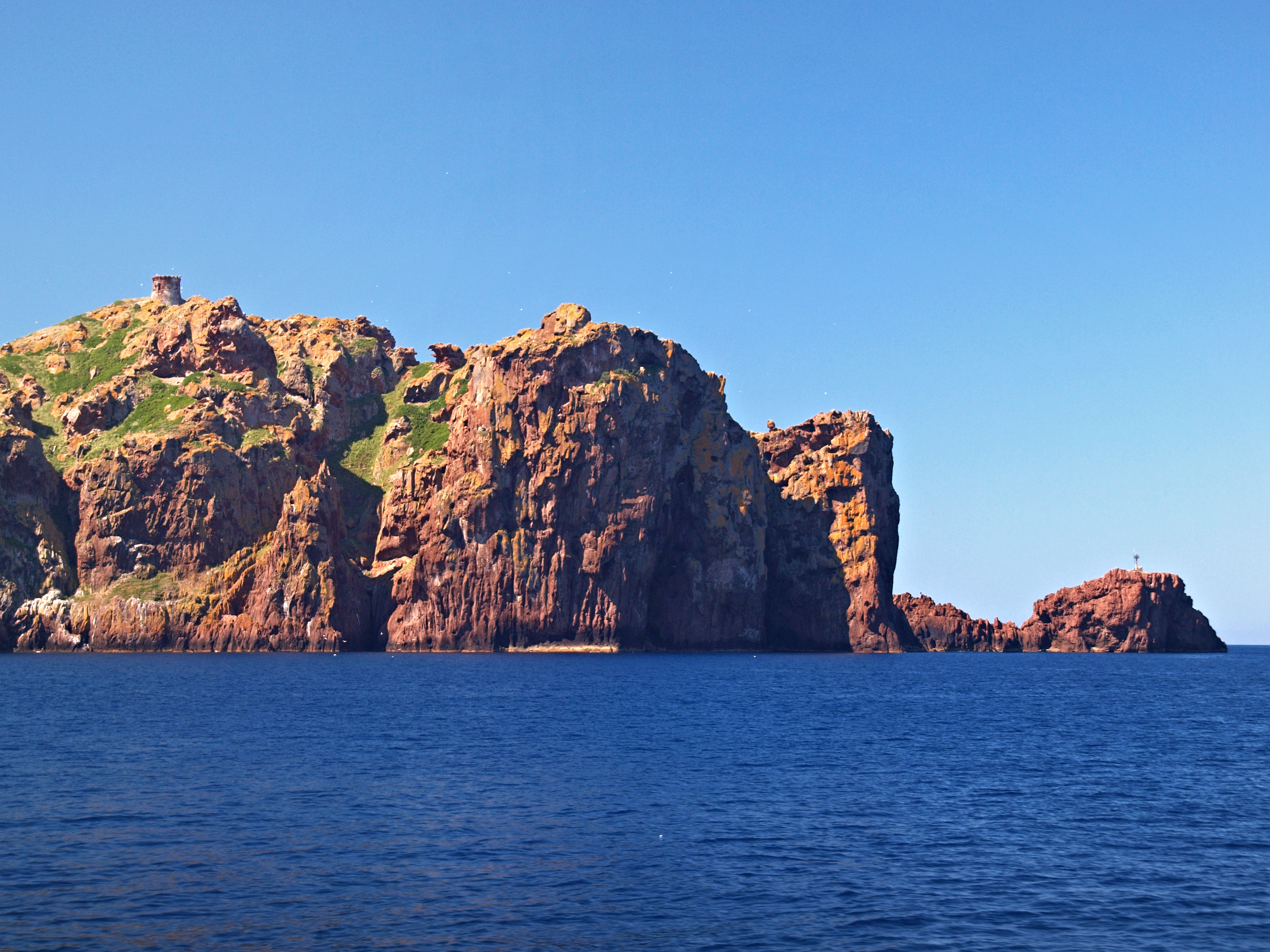
Tour et balise de l'île de Gargalo, extrémité méridionale du Filosorma.
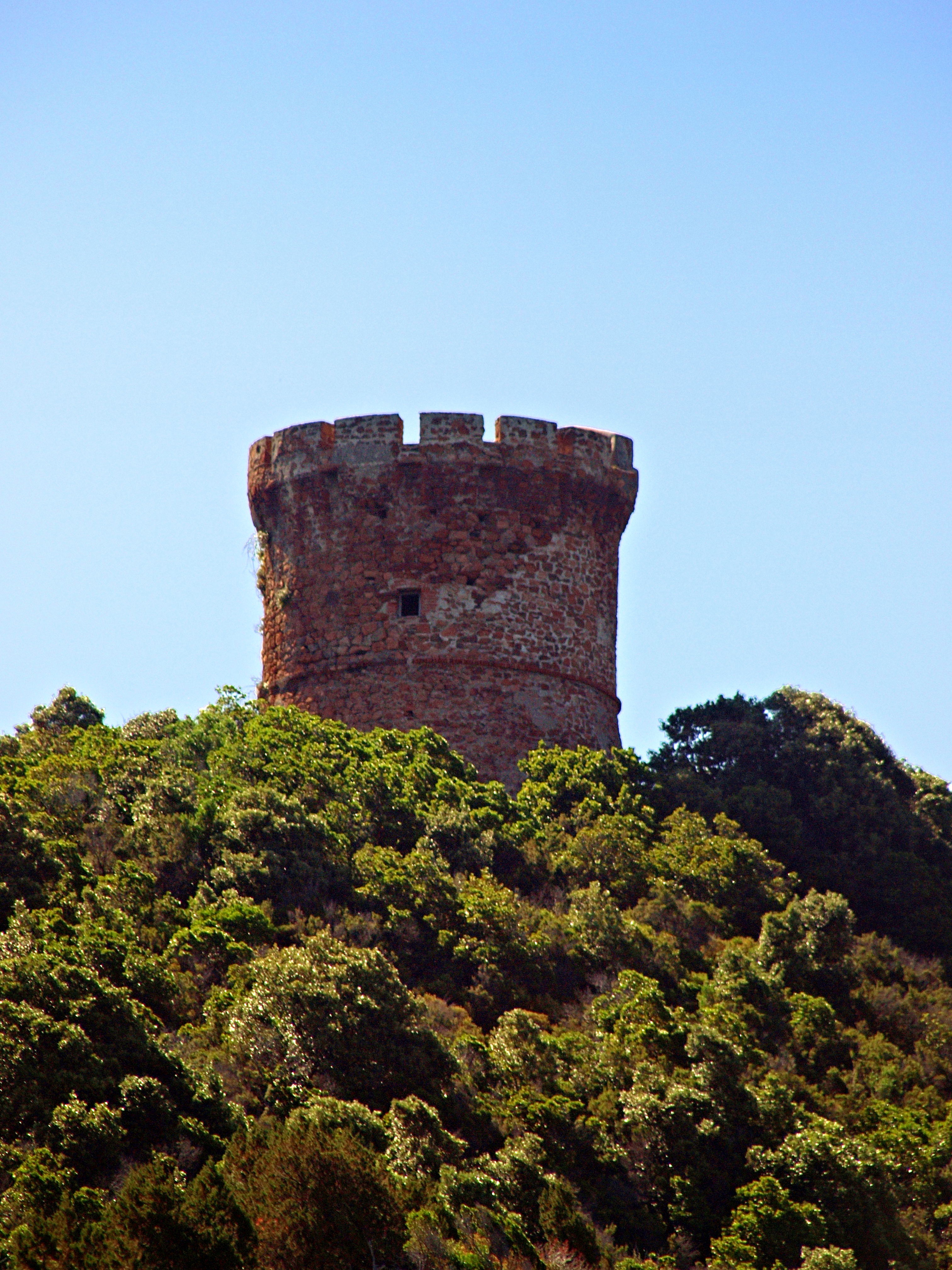
Tour d'Elbo dans la Scandola.
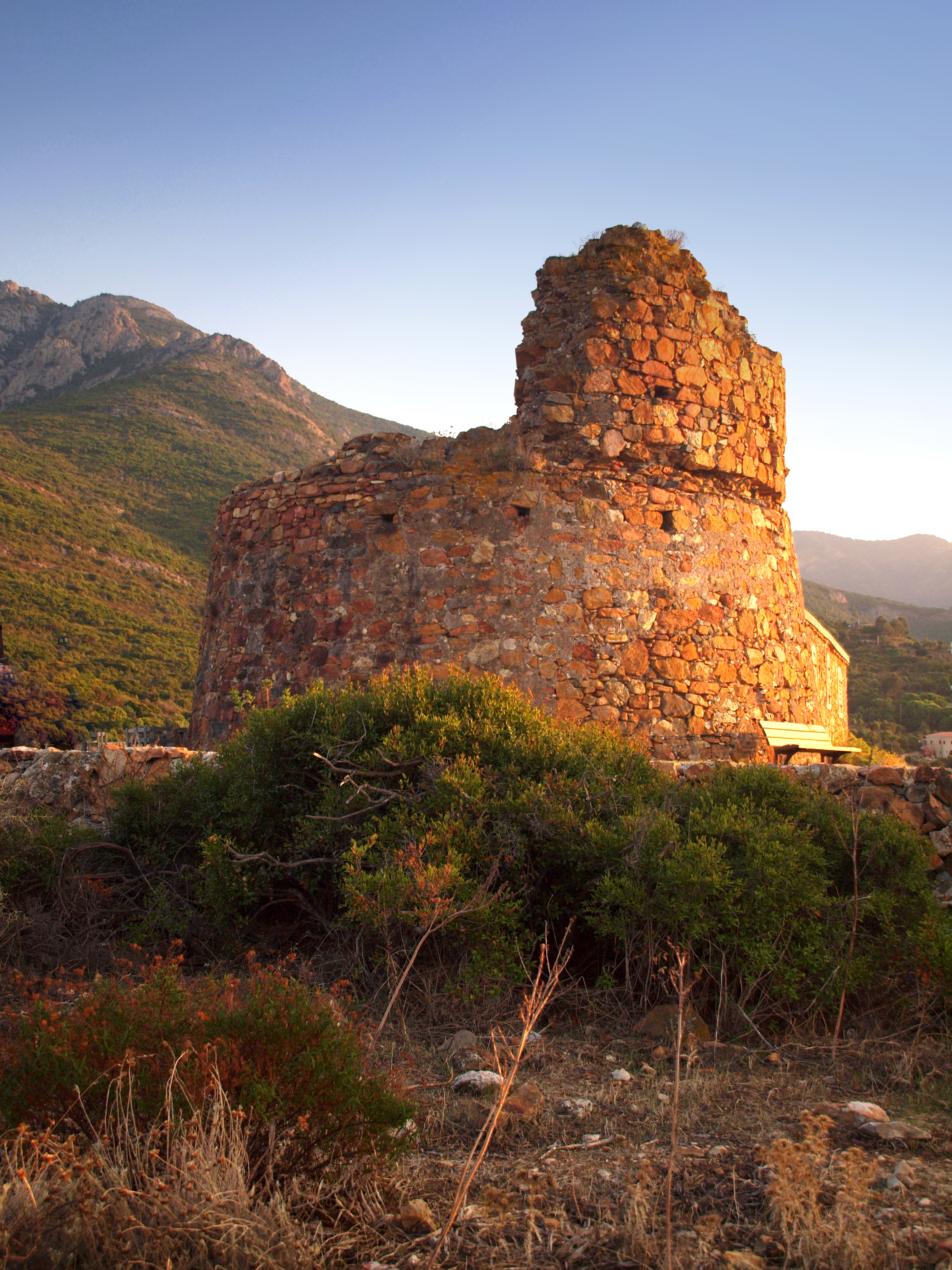
Tour de Galéria.
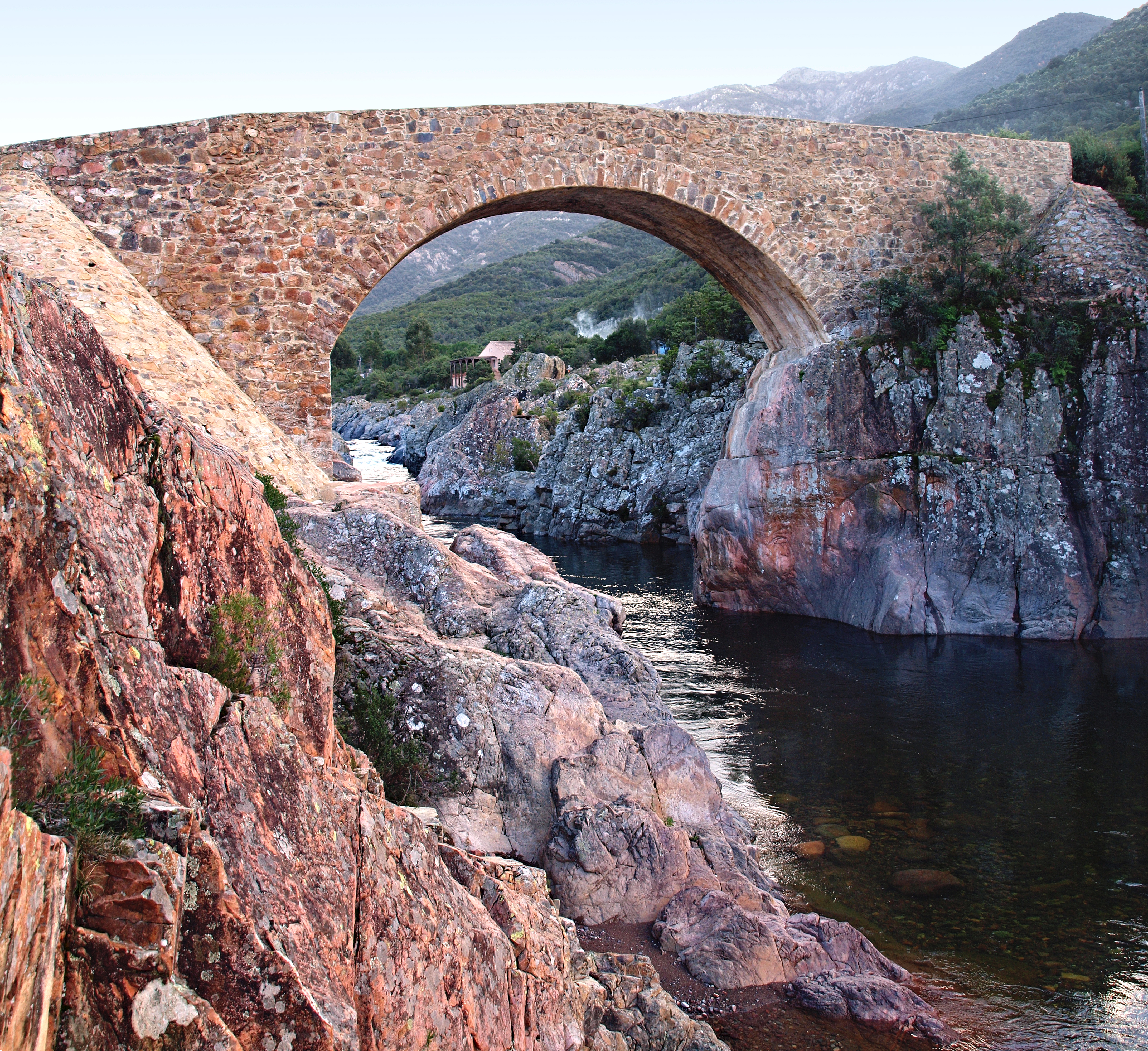
Ponte Vechju sur le Fango.
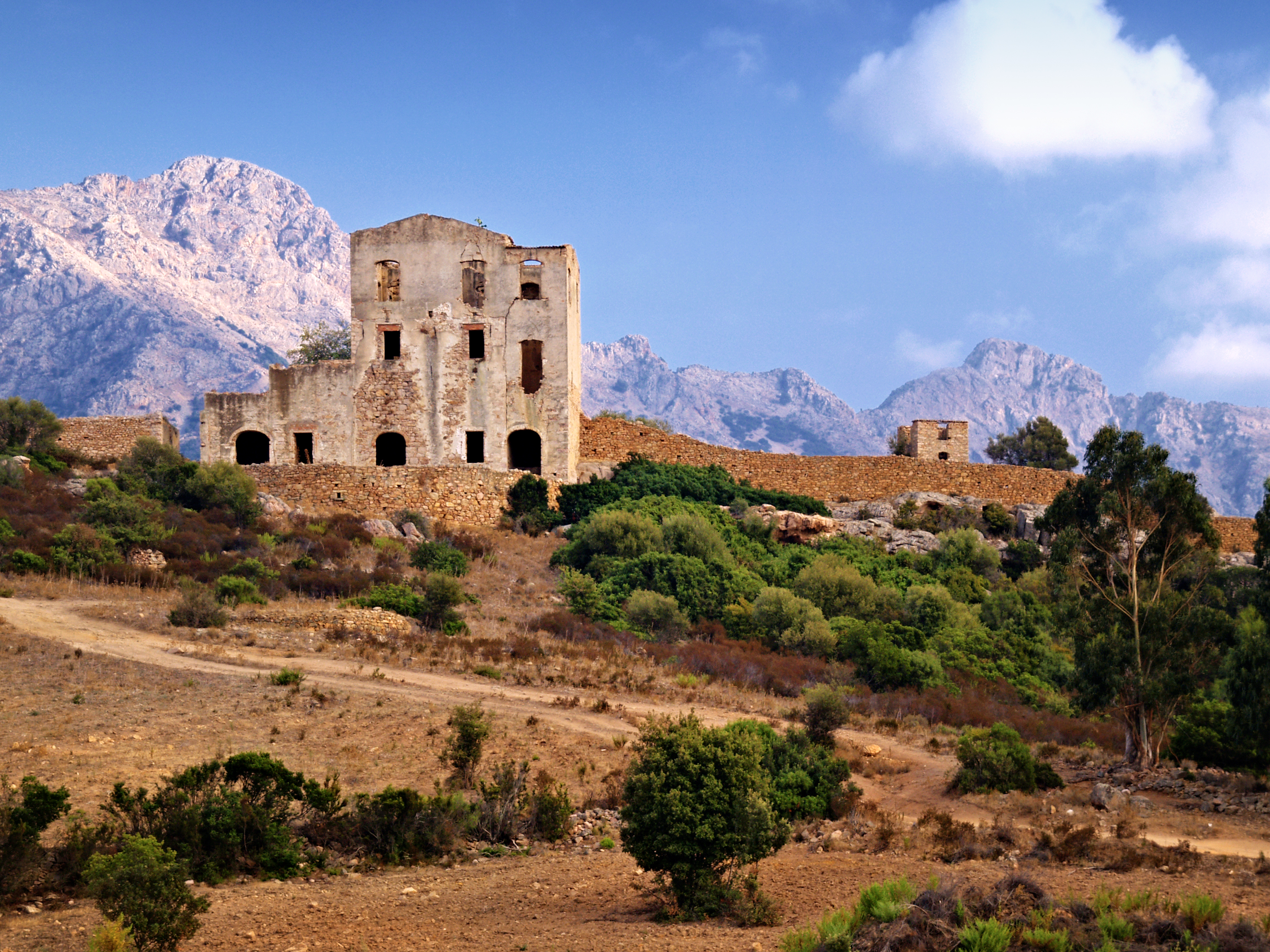
Pavillon Bonaparte et Torre Mozza à Luzzipeo.
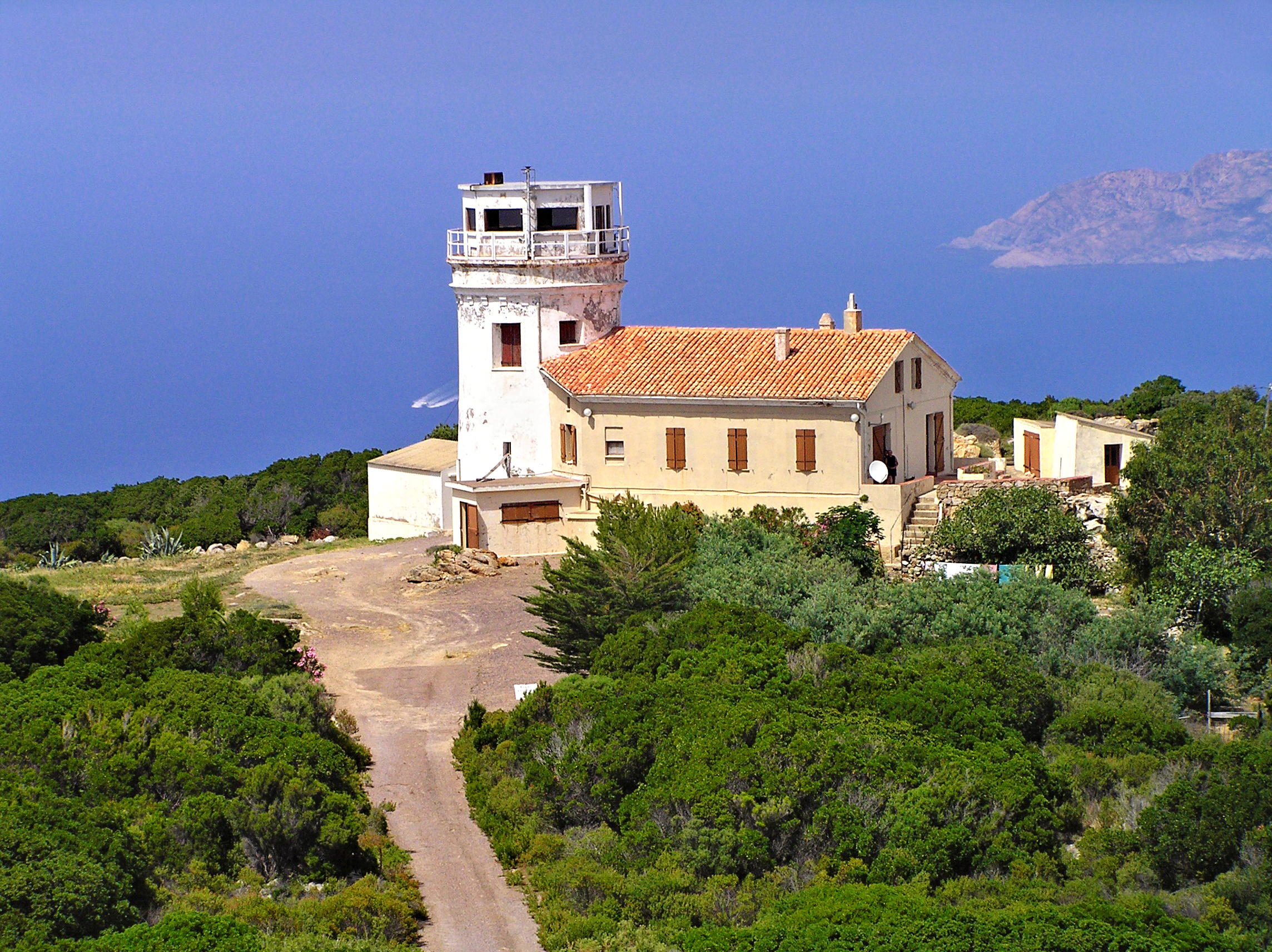
Sémaphore de Capo Cavallo.